# Вулиця Весняна (Львів)
Вулиця Весня́на — вулиця у Шевченківському районі міста Львова, у місцевості Замарстинів. Пролягає від вулиці Городницької до вулиці Липинського.

## Історія
Вулиця прокладена на початку XX століття та, як і сусідні вулиці Сінна, Бориса Тена, Тучапського, була орієнтована на Замкову гору. З 1907 року мала назву Городницька бічна, з 1928 року — Оборонців Львова. У 1934 році, після включення Замарстинова до меж Львова, отримала назву Залєського, на честь польського політика та дипломата Августа Залєського. Сучасна назва — з 1950 року.
Забудова вулиці — класицизм, конструктивізм, є сучасні приватні садиби, з парного боку переважає промислова забудова. Будинок № 23 — типова для старого Замарстинова одноповерхова кам'яничка початку XX століття.

## Установи
- Управління державної реєстрації (буд. № 4)